# Xsan
Xsan est un logiciel propriétaire développé par Apple qui est une vision spécifique de SAN (de l'anglais Storage Area Network) pour OS X. Xsan permet de partager aisément un ou plusieurs périphériques RAID avec des Mac. Avec le système de fichiers Xsan installé, les ordinateurs peuvent lire et écrire dans le même volume de stockage en même temps.